# Superkilen

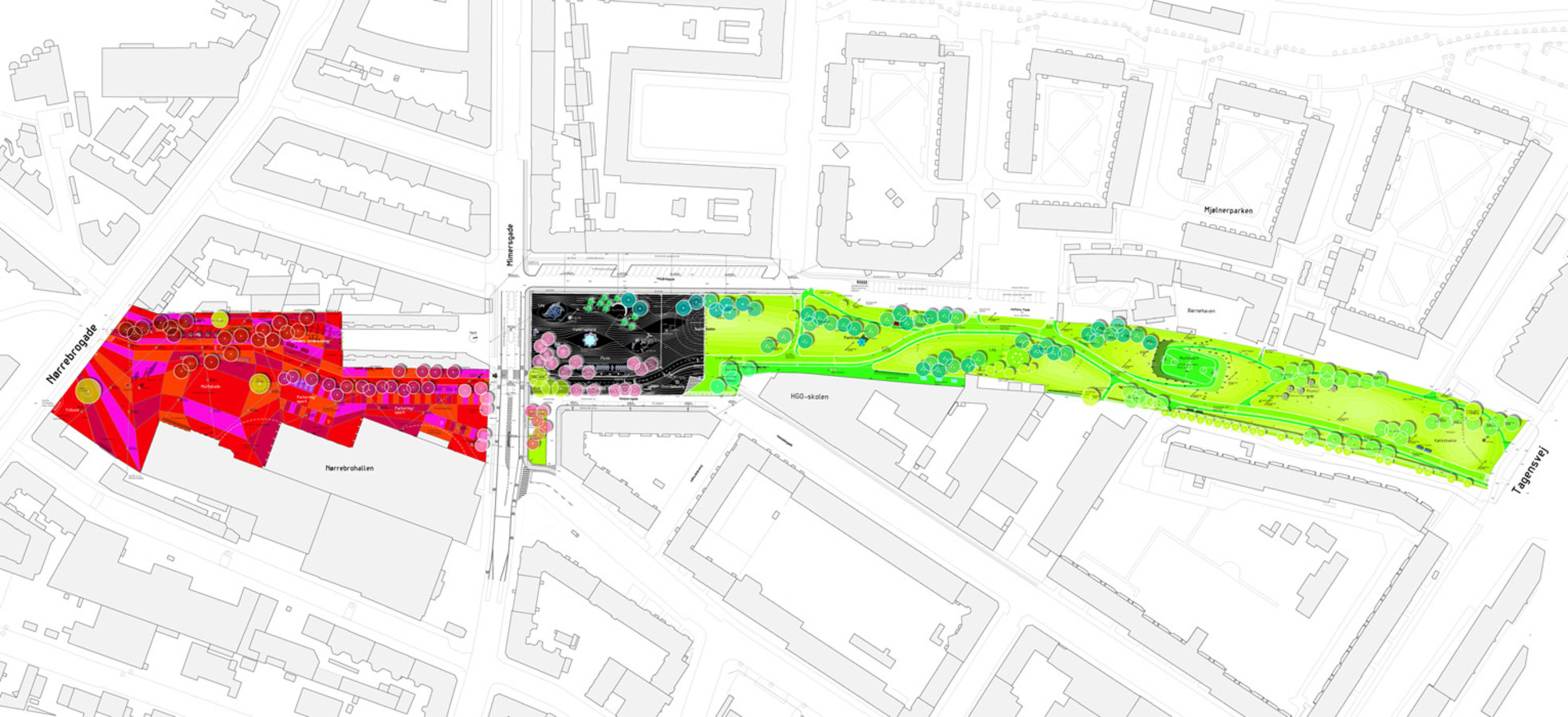
Place de Superkilen et de ses trois espaces marqués.

Superkilen est une place et un parc urbain linéaire ouvert en 2012 situé à Copenhague dans le quartier de Nørrebro. Il est créé par Superflex, Bjarke Ingels Group et Topotek1.